# Uthamapalayam
Uthamapalayam (o Uttamapalaiyam) è una suddivisione dell'India, classificata come town panchayat, di 22.871 abitanti, situata nel distretto di Theni, nello stato federato del Tamil Nadu. In base al numero di abitanti la città rientra nella classe III (da 20.000 a 49.999 persone).

## Geografia fisica
La città è situata a 9° 48' 0 N e 77° 19' 60 E e ha un'altitudine di 368 m s.l.m..

## Società

### Evoluzione demografica
Al censimento del 2001 la popolazione di Uthamapalayam assommava a 22.871 persone, delle quali 11.492 maschi e 11.379 femmine. I bambini di età inferiore o uguale ai sei anni assommavano a 2.377, dei quali 1.184 maschi e 1.193 femmine. Infine, coloro che erano in grado di saper almeno leggere e scrivere erano 16.691, dei quali 9.147 maschi e 7.544 femmine.